# Kriegsgefangenenlager Feldbach
Das 1915 errichtete Kriegsgefangenenlager Feldbach (Steiermark) wurde später eines der größten Militärspitäler der Donaumonarchie, aber auch eine wichtige Produktionsstätte für das Militär.

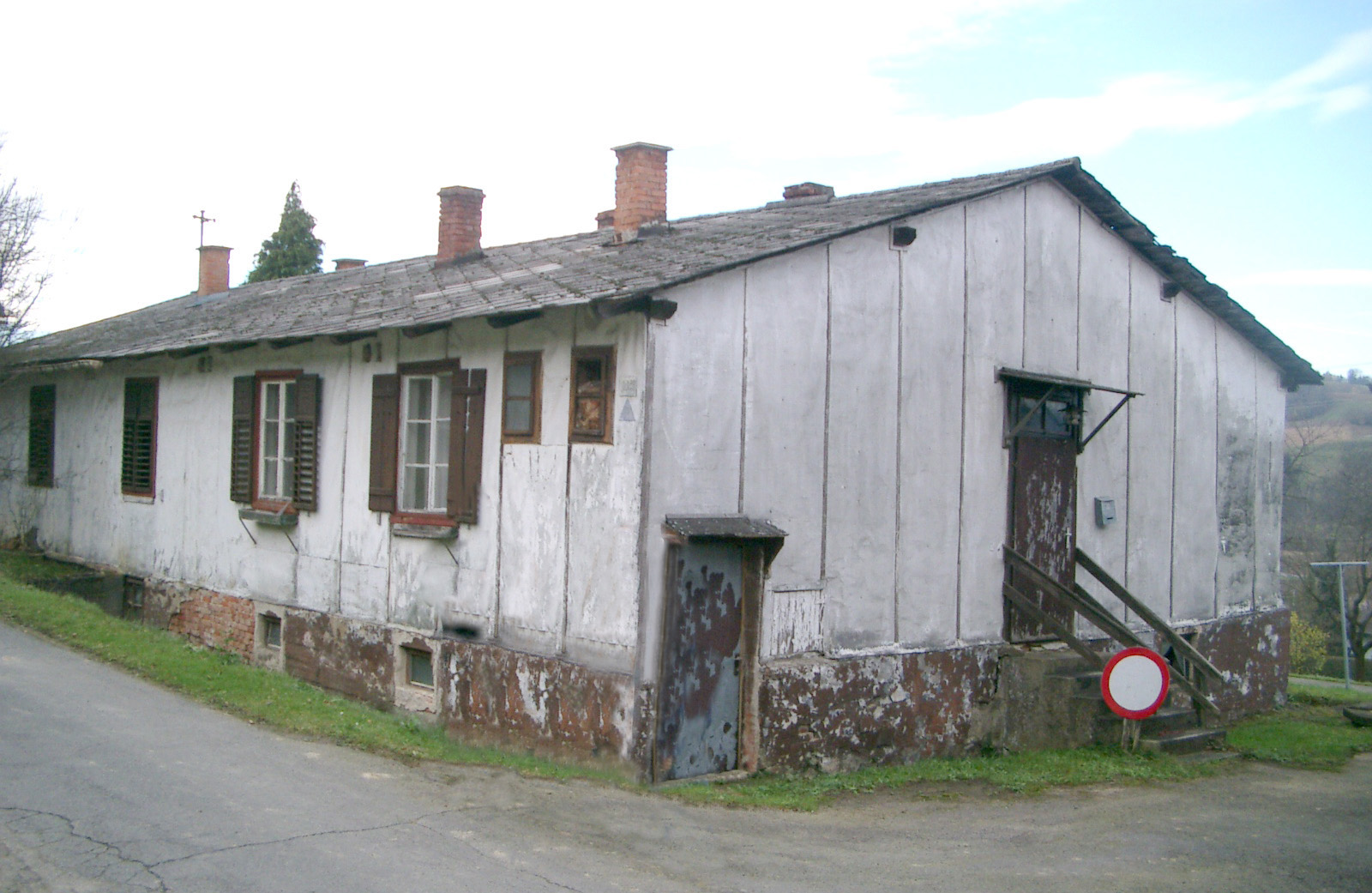
Arbeitslager Steinberg bei Feldbach, Baracke, Erster Weltkrieg

## Vorgeschichte
Die k.k. Statthalterei Graz erhielt im September 1914 vom k. u. k. Militärkommando Graz den Auftrag, in den Gemeinden Feldbach, Fürstenfeld, Leibnitz und Knittelfeld einen geeigneten Platz zur Errichtung eines Kriegsgefangenenlagers ausfindig zu machen.
Am 12. Dezember 1914 wurde dem Bürgermeister von Feldbach vom Statthaltereirat Villavicencio mitgeteilt, dass seine Gemeinde ausgewählt worden sei. Schon am 14. Dezember fiel die endgültige Entscheidung einer Kommission für ein Areal östlich von Feldbach.
Bürgermeister König erklärte am 23. Dezember dem Gemeinderat die Lage. Hinsichtlich zusätzlicher Arbeits- und Verdienstmöglichkeiten für die Gemeindeangehörigen sah er die Errichtung des Lagers positiv, negativ war für ihn die Gefahr einer Ausbreitung von Infektionskrankheiten.
Am selben Tag traf bereits der Bauleiter, Hauptmann Felix Schmidt mit seinem Stab in Feldbach ein, um mit den Vorbereitungen zu beginnen.
Errichtet werden sollten Baracken für etwa 2000 Mann Wachpersonal vom k.k. Landsturmwachbataillon Nr. 19 und 20 Offiziere, 20.000 Gefangene sowie Spitals- und Isolierbaracken, insgesamt rund 100 Gebäude. Das dafür notwendige Areal wurde auf die Dauer von sechs Jahren für 200 Kronen pro Joch gepachtet. Zu Kriegsende 1918 waren insgesamt 92 ha verbaut.

## Kriegsgefangenenlager

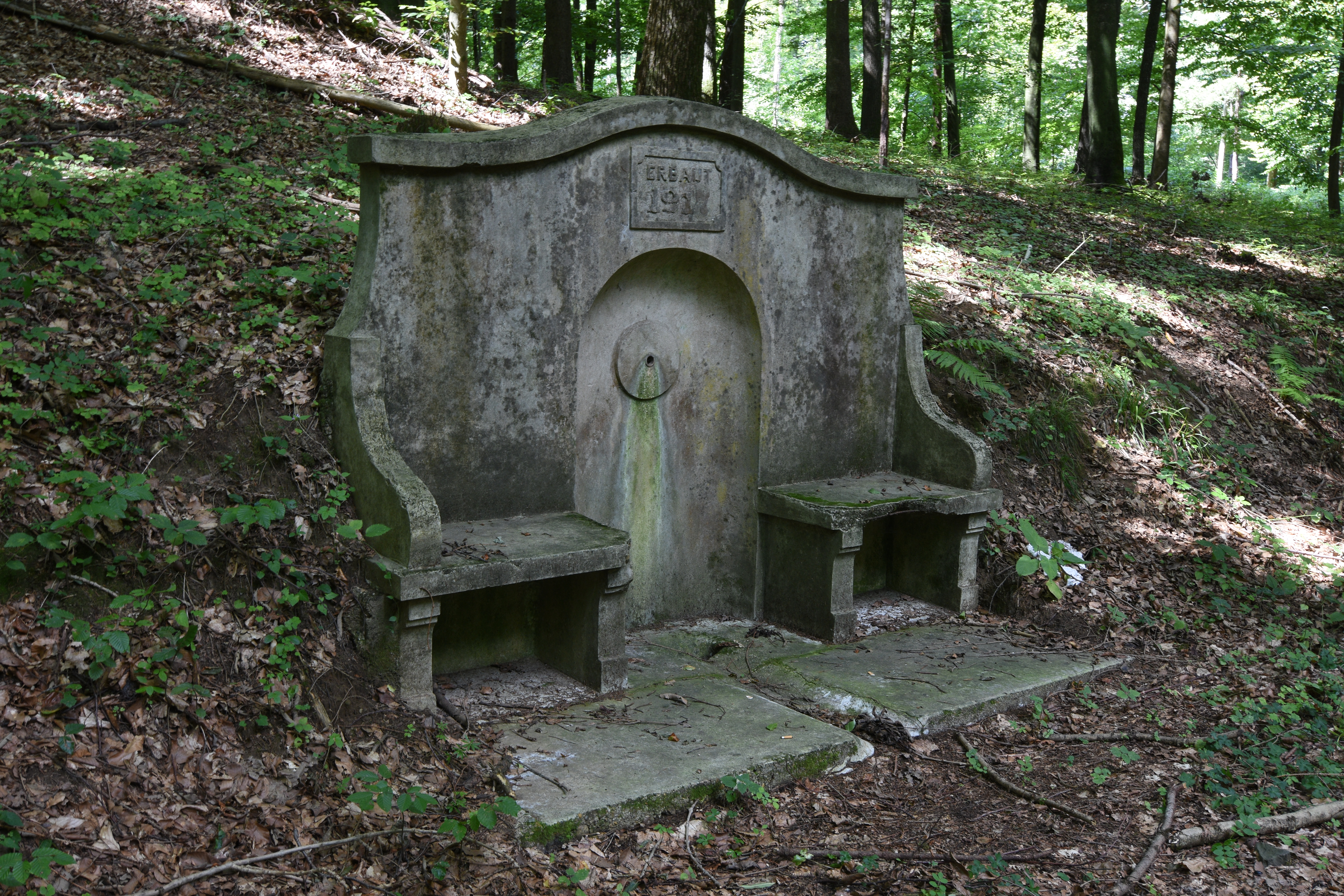
Brunnenanlage Steinberg

Am 28. Dezember traf der Bautrupp von 51 Kriegsgefangenen Russen und fünf Wachsoldaten ein, um mit den Bauarbeiten zu beginnen. Im Frühjahr 1915 waren bereits ungefähr 35.000 Gefangene und Wachmannschaften im Lager, zum Zeitpunkt des Höchststandes im Mai/Juni 1915 waren es 45–50.000 Gefangene (innerhalb, wie auch außerhalb des Lagers in Arbeitstrupps eingesetzt), Wachmannschaft und Verwaltungspersonal.
Die Versorgung mit elektrischem Strom übernahm eine örtliche Elektrizitätsgesellschaft, das benötigte Trinkwasser kam aus lagereigenen Brunnen, die in eine Tiefe zwischen 40 und 100 Metern reichten. Am Bahnhof von Feldbach wurde ein eigener Verladedienst organisiert und zu dessen Bewachung ein eigener Gendarmerieposten errichtet.

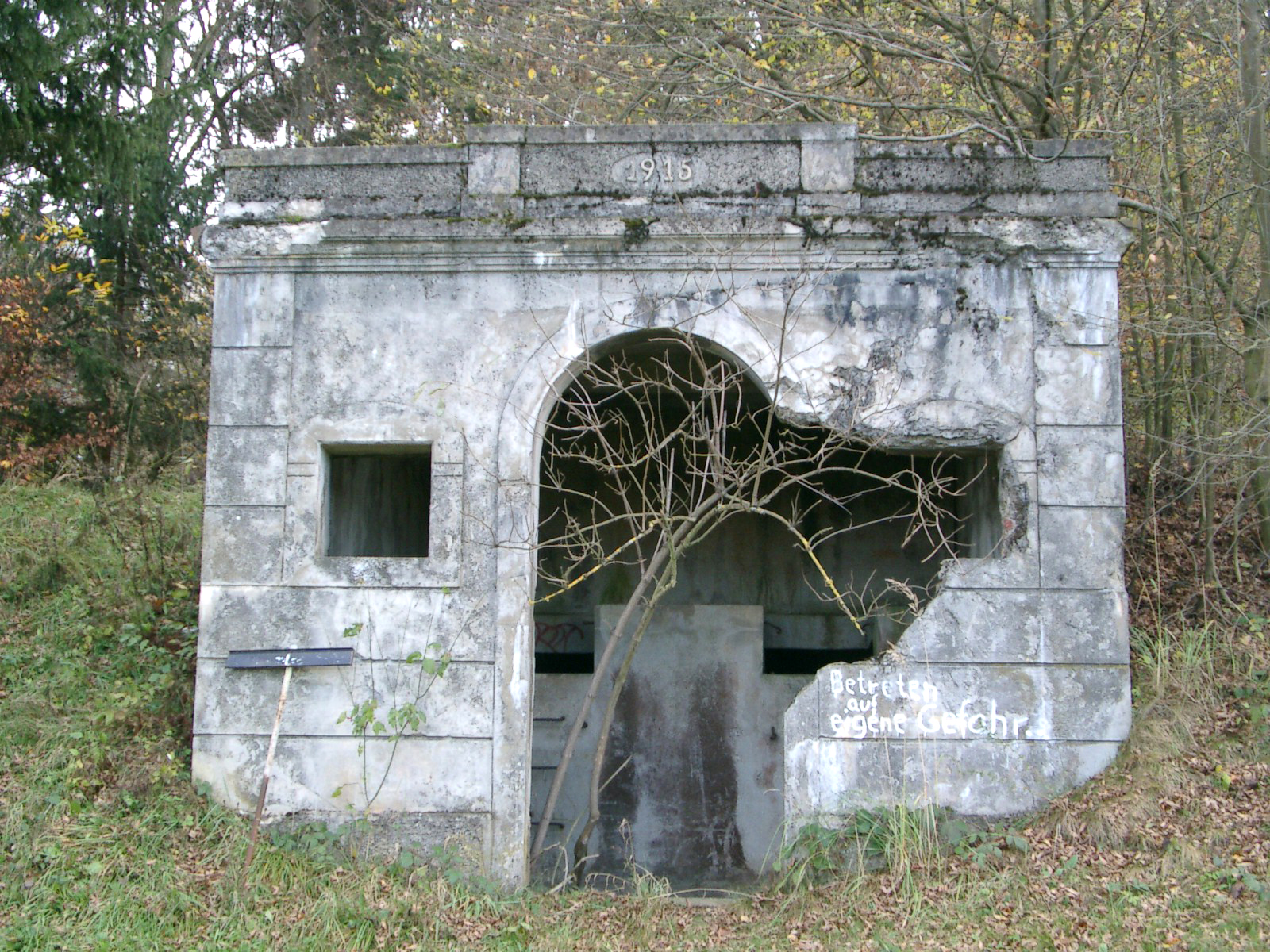
Arbeitslager Steinberg bei Feldbach, ‚Wasserschloss‘ 1915, Erster Weltkrieg

Brot lieferten ursprünglich ortsansässige Bäckereien. Mit steigendem Bedarf wurden allerdings vier eigene Bäckereien mit je vier Backöfen sowie ein Mehl- und Brotdepot errichtet. Ein Schlachthaus mit Kühlhaus folgte.
Die Brandgefahr war wegen der Holzbauweise der Baracken groß. Deshalb gab es eine eigene Lagerfeuerwehr mit Hydranten und elektrischen Feuermeldern.
Wie auf einem Propaganda-Film zu sehen ist, dienten als sanitäre Anlagen Tonnenaborte, die in die Raab entleert wurden. (Ob dies ein „Dauerzustand“ war oder nur eine Notlösung während der Anfangsphase ist unbekannt.)
Der überraschende Kriegseintritt Italiens änderte die Lage völlig. Niemand wusste, wie sich die Lage an der Isonzo-Front entwickeln würde und das Kriegsministerium wünschte aus Sicherheitsgründen nicht, dass sich ein Kriegsgefangenenlager so nahe an einer Front befand, da dies die Chancen auf eine erfolgreiche Flucht nur erhöhen würde. Es folgte der Befehl, die Lager Feldbach und Knittelfeld zu räumen. Die Kriegsgefangenen sollten in das Lager Ostfyasszonyta in Ungarn verlegt werden. Nur die der Bauleitung zugeteilten Gefangenen sollten verbleiben (ca. 4.000 Mann).
Das weitere Schicksal des Lagers Feldbach war während der Monate Juni und Juli ungeklärt. Man teilte es jedenfalls dem 5. Armeekommando in Adelsberg zu.

## Spital
Ende Juli 1915 wurde der Befehl erteilt, innerhalb von acht Tagen das Kriegsgefangenenlager in ein Spital mit einem Fassungsvermögen von 5.000 Verwundeten umzubauen. Zusätzlich wurden drei k. u. k. Reservespitäler nach Feldbach verlegt.
Um den knappen Termin einhalten zu können, mussten sämtliche laufenden Arbeiten am Lager unterbrochen und die Kriegsgefangenen und einheimischen Handwerker für die notwendigen Umbauarbeiten eingeteilt werden.
Im Frühjahr 1916 entsprach das neue Spital den strengen Anforderungen einer Überprüfungskommission.
Es verfügte über eine zentralgeheizte chirurgische Gruppe mit zwei Operationssälen, eine Augenklinik und eine Röntgenanlage. Die für das Kriegsgefangenenlager gedachten Wasch- und Desinfektionsanstalten wurden zu Spitalswäschereien umgebaut und zusätzlich noch eine Dampfwäscherei errichtet. Zusätzlich wurde eine Leichenhalle und ein Sezierraum errichtet.
Aus Angst vor von den Verwundeten eingeschleppten Infektionskrankheiten wurde auch ein bakteriologisches Institut eingerichtet. Im Versuchspavillon wurde nach den modernsten Methoden und mit den besten Mikroskopen gearbeitet wie sonst nur in wenigen großen Spitälern.

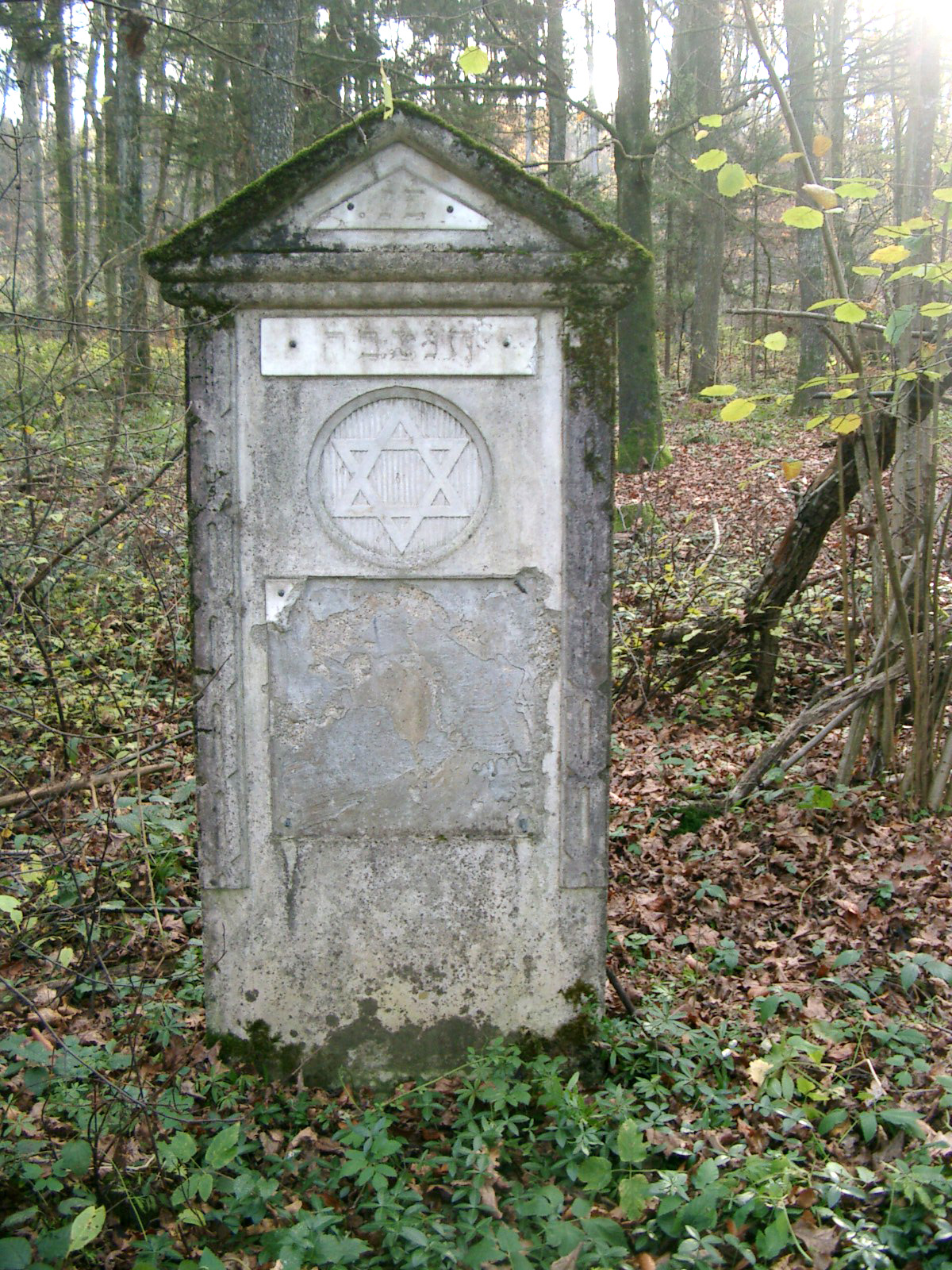
Arbeitslager Steinberg bei Feldbach Erster Weltkrieg, jüdischer Grabstein – Rest des Friedhofs

## Werkstätte
Neben dem Spital bestand aber auch die Werkstättengruppe. Ursprünglich war diese nur für Reparaturen und zur Deckung des lagereigenen Bedarfs gedacht. Doch im April 1915 wurden die Werkstätten ausgebaut. Um eine größtmögliche Produktivität zu entwickeln, wurde von ca. 7800 Kriegsgefangenen im Schichtbetrieb gearbeitet.
Zwischen September und Mitte November wurden für die 10. Armee 300 Baracken als Winterquartier angefertigt. Bis Kriegsende wurden 3000 Baracken gefertigt, die in die gesamte Monarchie, aber auch nach Albanien und Konstantinopel geliefert wurden. Aber auch andere Produkte wurden angefertigt (Handgranatenstiele, Schuhnägel, Schlittenkufen, Schießscheiben, Schneeschaufeln, Feuerlöschkübel,…)
Da auf Grund des Zeitdruckes bei der Errichtung des Kriegsgefangenenlagers der Wegebau vernachlässigt worden war, mussten die Wege nachträglich befestigt werden. Zu diesem Zweck wurden Arbeitstrupps im Steinbrüchen Mühldorf und Weißenbach bei Feldbach zur Arbeit eingeteilt. Am Steinberg in Mühldorf wurde auch ein eigenes Außenlager errichtet.
Zur Erleichterung der Transporte in und aus dem Lager wurde 1916/17 ein Gleisanschluss errichtet, aus dem nach dem Krieg die Landesbahn Feldbach–Bad Gleichenberg nach Bad Gleichenberg entstand.

## Versuchsstrecke der Feldbahn
Es wurde im Ersten Weltkrieg eine  Eisenbahnversuchsstrecke für die gesamte Monarchie angelegt. Davon sind die Trassen- und Brückenbauwerke noch erhalten. Die Schienen wurden entfernt. 

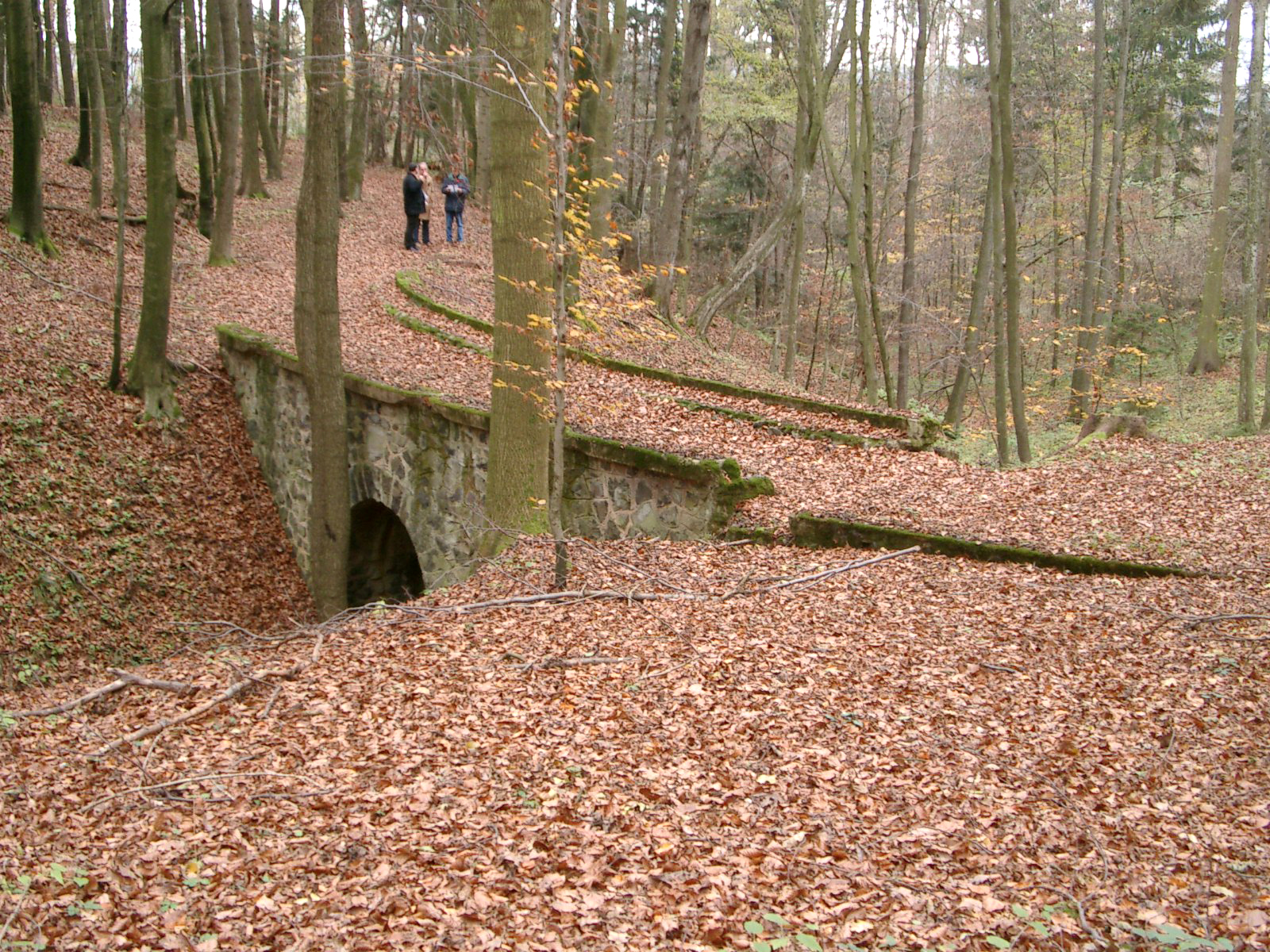
Feldbahn Steinberg bei Feldbach Versuchsstrecke Erster Weltkrieg

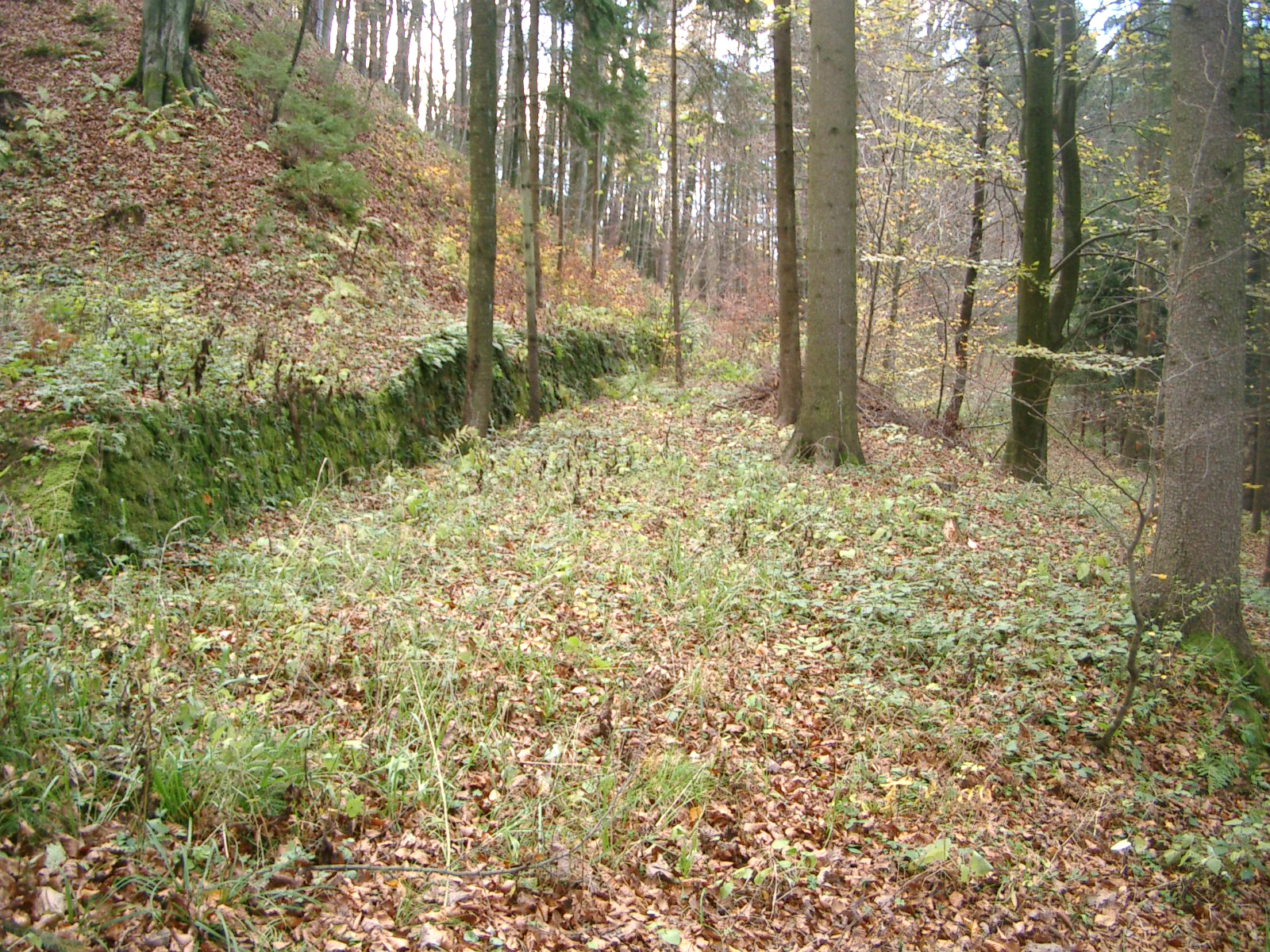
Feldbahn Steinberg bei Feldbach Versuchsstrecke Erster Weltkrieg

Über das Ende des Kriegsgefangenenlagers beziehungsweise des Spitals ist nichts bekannt.
Geblieben vom Lager ist, wie schon erwähnt, der Gleisanschluss, der später zur Landesbahn Feldbach–Bad Gleichenberg verlängert wurde. Auf einer Website wird eine Eisenbahnbrücke in Feldbach, die unter anderem mit zwei Eisernen Kreuzen an ihrer Ostseite geschmückt ist, als Sehenswürdigkeit von Feldbach vermerkt. Ein Stück weiter nördlich befindet sich, auf einem stillgelegten Teil der Eisenbahnstrecke, eine weitere Brücke aus dieser Bauzeit die mit Symbolen der österreichisch-ungarischen Monarchie geschmückt ist.

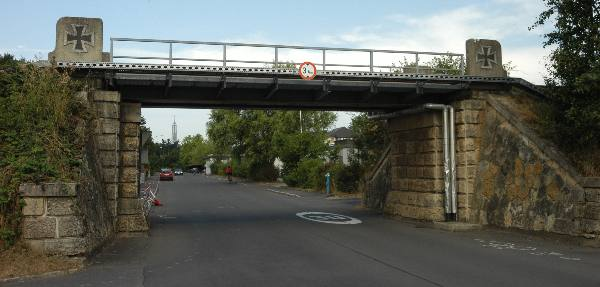
Die Eisenbahnbrücke aus der Zeit des Lagers

Der Bauleiter des Kriegsgefangenenlagers Feldbach, Hauptmann Felix von Schmidt, leitete auch noch die Filmaufnahmen über das Lager Feldbach. Dokumentiert wurden nicht nur die Errichtung des Lagers, sondern auch dessen Umbau in das Spital, die hygienischen Vorsorgemaßnahmen und der Betrieb der Werkstätten. Der Film mit einer Laufzeit von 30 Minuten ist erhalten geblieben und hat seinen Platz im Filmarchiv Austria gefunden.

## Rezeption
Dem Kriegsgefangenenlager sind zwei Räume im Museum im Tabor in Feldbach gewidmet. Dort befinden sich auch einige Exponate, vorwiegend Holzschnitzereien von russischen Kriegsgefangenen und Lagerinventar.

## Weblinks

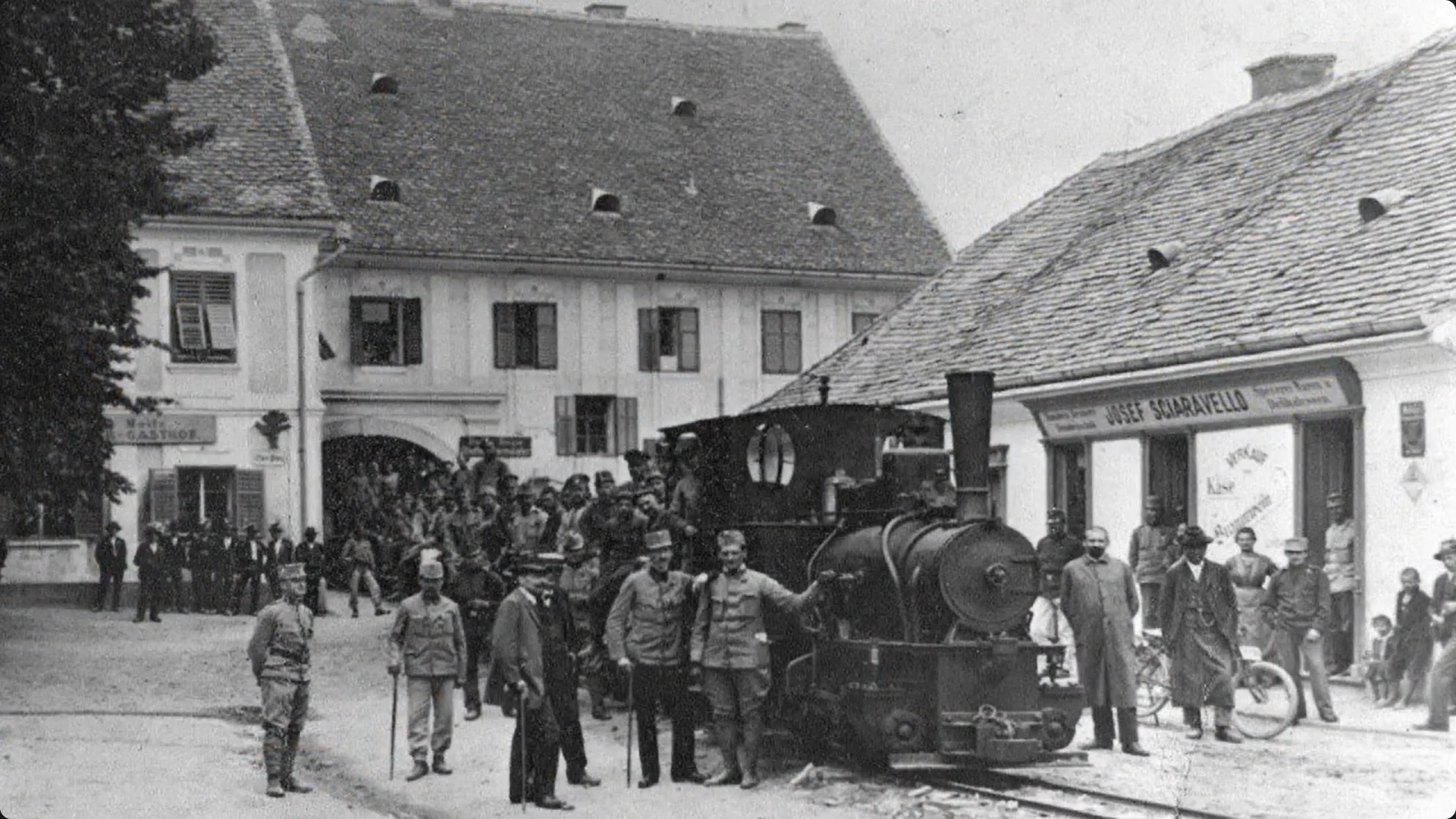
Feldbahn am Grazer Tor